# Fasolada

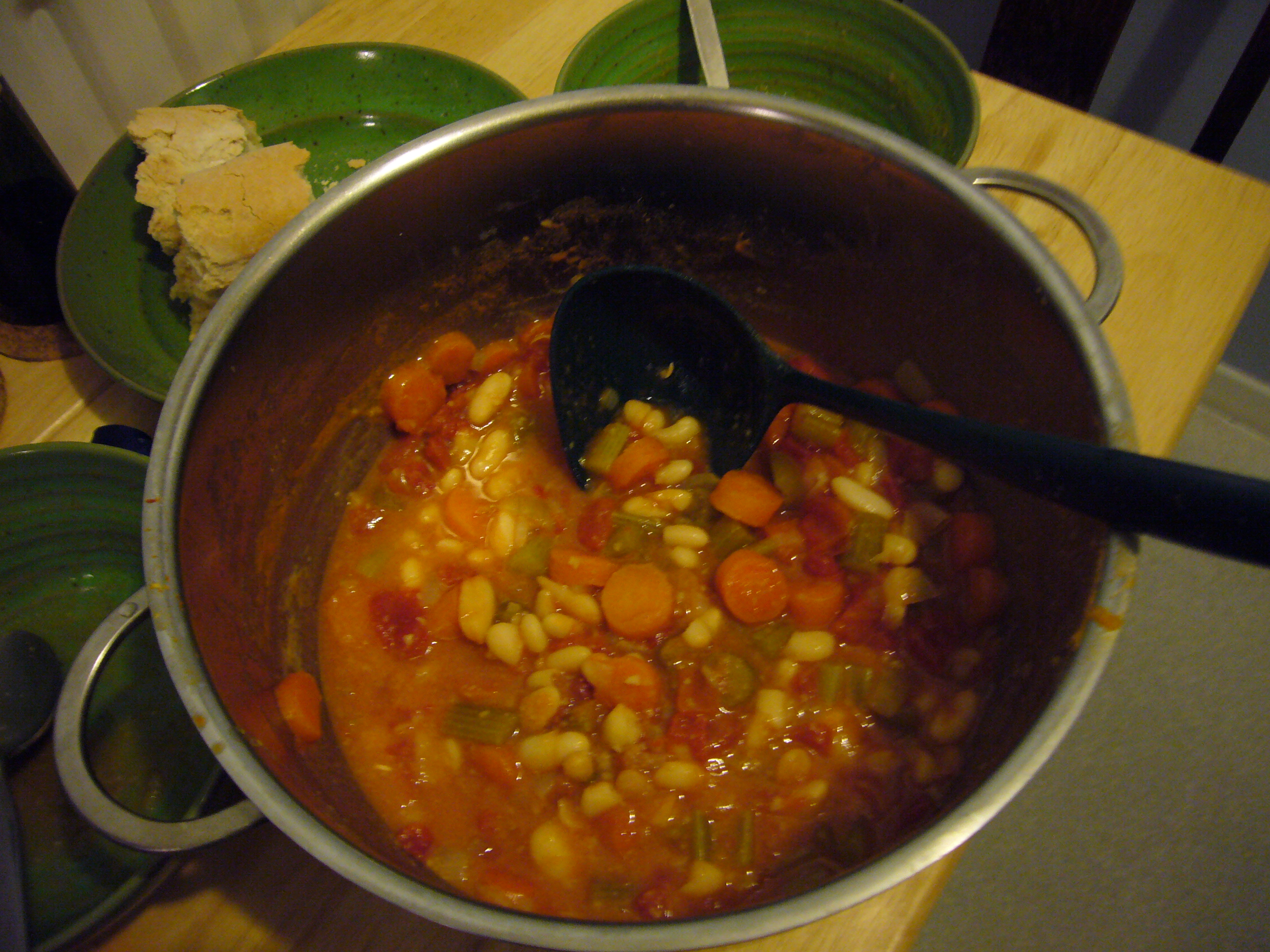
Fasolada

Fasolada (Grieks: φασολάδα of φασουλάδα) is een soep van witte bonen. Het is een Grieks en Cypriotisch gerecht. Fasolada wordt gemaakt van witte gedroogde bonen, olijfolie, winterwortel, ontvelde vleestomaten, fijngesneden selderij en ui.

Er bestaat ook een Arabische variant: fasoulia (Arabisch: فاصوليا). Deze wordt in Egypte, Jemen en de Levant gegeten. In Turkije kent men ook een dergelijke soep onder de naam kuru fasülye.